# 20107 Нан'йотеммондай
20107 Нан'йотеммондай (20107 Nanyotenmondai) — астероїд головного поясу, відкритий 28 серпня 1995 року.
Тіссеранів параметр щодо Юпітера — 3,465.
Названо на честь астрономічної обсерваторії Нан'йо (яп. なんようてんもんだい(南陽天文台) нан'йо:теммондай)